# Wāḩat Qārah
Wāḩat Qārah är en oas i Egypten.   Den ligger i guvernementet Mersa Matruh, i den nordvästra delen av landet, 500 km väster om huvudstaden Kairo.
Terrängen runt Wāḩat Qārah är huvudsakligen platt, men västerut är den kuperad.  Trakten runt Wāḩat Qārah är nära nog obefolkad, med mindre än två invånare per kvadratkilometer. Trakten runt Wāḩat Qārah är ofruktbar med lite eller ingen växtlighet.